# Société internationale des historiens olympiques
La Société internationale des historiens olympiques (en anglais International Society of Olympic Historians ou ISOH) est une association à but non lucratif fondée en 1991 qui a pour but de promouvoir et d'étudier le mouvement olympique et les Jeux olympiques. La majorité des livres récents sur les JO ont pour auteur des membres de l'ISOH. L'ISOH publie le Journal of Olympic History (Journal de l'histoire olympique, anciennement nommé Citius, Altius, Fortius) trois fois par an.
L'ISOH est le fruit d'une réunion à Londres en décembre 1991. L'idée de créer une société sur l'histoire olympique fut le sujet d'une correspondance principalement entre l'Américain Bill Mallon  et le Suédois Ture Widlund, et ce durant plusieurs années. Le 5 décembre 1991, les deux protagonistes ainsi que les Britanniques Ian Buchanan, Stan Greenberg et Peter Matthews, le journaliste sportif suédois Ove Karlsson et l'Américain David Wallechinsky se retrouvent au Duke of Clarence, un petit pub dans le quartier de Kensington à Londres pour créer l'ISOH.
En 2021, 533 membres de 53 nations composent l'organisation. De nombreux membres du Comité international olympique en font partie.
Ian Buchanan a assuré la présidence de l'association jusqu'en 2000, où il est remplacé par Bill Mallon. Les présidents suivants sont Karl Lennartz de 2004 à 2012, David Wallechinsky de 2012 à 2020, et Christian Wacker depuis 2020.